# Miara rozkładu
Miara rozkładu – liczbowa charakterystyka rozkładu cechy dostarczająca informacji na temat właściwości tego rozkładu. Miary rozkładu nazywa się również miarami statystycznymi lub charakterystykami opisowymi rozkładu jednej cechy.

## Rodzaje
W zależności od tego, czym jest przedmiot opisu, miara statystyczna może być nazywana:
- parametrem – jeśli opisywana jest populacja,
- statystyką – jeśli przedmiotem opisu są dane z próby losowej[2].

Miary rozkładu można podzielić na:
- Miary położenia rozkładu, np.:
  - średnia arytmetyczna
  - mediana
  - kwantyl
  - dominanta
- Miary zróżnicowania rozkładu, np.:
  - odchylenie standardowe
  - wariancja
  - średnie odchylenie bezwzględne
  - współczynnik zmienności
  - rozstęp
  - rozstęp ćwiartkowy
  - odchylenie ćwiartkowe
- Miary asymetrii rozkładu, np.:
  - współczynnik asymetrii
  - trzeci moment centralny
  - współczynnik skośności
- Miary koncentracji rozkładu, np.:
  - kurtoza
  - współczynnik Giniego
- Miary regularności rozkładu, np.:
  - τ/τabs
  - τsgn

Wśród miar rozkładu wyróżnia się również miary klasyczne, to znaczy takie, które przy obliczaniu uwzględniają wszystkie wartości cechy z próby.